# محمد الغازي
محمد الغازي، من مواليد 25 أوت 1949 في الخميس ( ولاية تلمسان ) مسؤول جزائري رفيع المستوى، الوزير السابق للعمل والتشغيل والضمان الاجتماعي في حكومات سلال 3 و سلال 4 و سلال 5 من 5 مايو 2014 إلى غاية 24 مايو 2017

## مهنة
- منذ عام 2014  : وزير العمل والتشغيل والضمان الاجتماعي
- 2013 - 2014  : وزير لدى الوزير الأول مكلف بإصلاح الخدمة العامة
- 2008 - 2013  : والي عنابة
- 2001 - 2008  : والي الشلف
- 1995 - 1998  : والي ولاية قسنطينة
- 1995 الأمين العام لولاية عين تموشنت